# Weldon Spring
Weldon Spring – miasto w Stanach Zjednoczonych, w stanie Missouri, w hrabstwie St. Charles.